# Сорокін Іван Євдокимович
Іван Євдокимович Сорокін (нар. 2 серпня 1934 — пом. 1978, Москва, СРСР) — радянський футболіст, виступав на позиції захисника та півзахисника. Майстер спорту СРСР.

## Життєпис
З 1956 року виступав за ФК «Спартак» з міста Станіслав. З 1958 року грав у команді класу «А» «Локомотив» (Москва). За московських залізничників провів понад ста п'ятдесяти матчів. Срібний призер чемпіонату СРСР 1959 року. Капітан команди в 1963-64 роках.
У 1965 році перейшов у калузький «Локомотив», з яким в 1966 році виграв Кубок РРФСР.
Іван Сорокін пішов з життя в 1978 році.